# 風祭元
風祭 元（かざまつり はじめ、1934年3月31日 - 2017年8月24日）は、日本の医学者、精神科医。帝京大学名誉教授。

## 略歴
- 東京に生まれ、15歳まで茨城県水戸市で育つ。旧制水戸中学校→茨城県立水戸第一高等学校を経て
- 1952年 - 東京都立国立高等学校卒業
- 1958年 - 東京大学医学部医学科卒業
- 1959年 - 東京大学医学部精神医学教室入局
- 1963年 - 医学博士
- 1965年 - 東京大学助手
- 1970年 - アメリカ合衆国タフツ大学に留学
- 1972年 - 帝京大学医学部教授
- 1987年 - 帝京大学医学部附属病院副院長
- 1994年 - 東京都立松沢病院長
- 2001年 - 同病院を退職[3]

## 所属学会
- 国際神経精神薬理学会

## 著書
- 『分裂病―引き裂かれた自己の克服』（共編）（有斐閣、1979年） ISBN 978-4641082144
- 『心の病に効く薬―向精神薬入門』（編著）（有斐閣、1980年） ISBN 978-4641082618
- 『向精神薬療法ハンドブック』（南江堂、1985年） ISBN 978-4524248278
- 『うつ病―現代人のこころの病気』（主婦の友社、1987年） ISBN 978-4079242530
- 『不安の科学と健康』（共編）（朝倉書店、1987年） ISBN 978-4254321128
- 『必修 精神医学』（共著）（南江堂、1991年） ISBN 978-4524248063
- 『精神科ケースライブラリー』（全10巻　責任編集）（中山書店、1998年）
- 『現代人の抑うつ (こころの科学セレクション)』（編集）（日本評論社、2000年） ISBN 978-4535560963
- 『わが国の精神科医療を考える 』（日本評論社、2001年） ISBN 978-4535981904
- 『松沢病院院長日記』（星和書店、2004年） ISBN 978-4791105342
- 『統合失調症 (こころの科学セレクション)』（共編）（日本評論社、2005年） ISBN 978-4535560994
- 『精神鑑定医の事件簿』（日本評論社、2006年） ISBN 978-4535562332
- 『精神科医の雑学読書』（あき書房、2007年） ISBN 978-4900428478
- 『日本近代精神科薬物療法史』（アークメディア、2008年） ISBN 978-4875831211
- 『よくわかる精神科薬物ハンドブック』（照林社、2009年） ISBN 978-4796522113
- 『精神科医の雑学読書 続』（あき書房、2010年） ISBN 978-4900428508
- 『退官春秋―古希から喜寿まで』（あき書房、2011年） ISBN 978-4900428515
- 『精神医学・心理学・精神看護学辞典』（監修）（照林社、2012年） ISBN 978-4900428508
- 『近代精神医学史研究―東京大学・合衆国・外地の精神医学』（中央公論事業出版、2012年） ISBN 978-4895143868
- 『精神科医遍歴五十年ー臨床精神医学の経験に学ぶ』（中山書店、2013年） ISBN 978-4521737690